# Aristopoliteia
La aristopoliteia era un título honorífico que se concedía sobre todo en las ciudades del Peloponeso, en tiempos del Imperio.
Según la ley se confería a aquellos ciudadanos que habían ejercido altos cargos y los honores correspondientes a la aristopoliteia podían ser temporales o vitalicios. El principal consistía en poder llevar corona en los juegos y ceremonias públicos.